# Sikhamani delicatula
Sikhamani delicatula är en insektsart som beskrevs av Chandrasekhara A. Viraktamath och Webb. Sikhamani delicatula ingår i släktet Sikhamani och familjen dvärgstritar. Inga underarter finns listade i Catalogue of Life.